# Скворцовые
Скворцо́вые (лат. Sturnidae) — семейство некрупных певчих воробьиных, состоящее из 128 видов, разбитых на 36 родов. Полагают, что их ближайшими родственниками являются представители семейств дронговых (Dicruridae), вороновых (Corvidae), иволговых (Oriolidae) и пересмешниковых (Mimidae).

## Общая характеристика

### Описание
Небольшие либо среднего размера птицы длиной 16,5—42 см. Как правило, слегка приземистые, плотного телосложения, с относительно коротким, прямоугольной формы хвостом. Крылья длинные, сужающиеся на концах. Клюв почти такой же длины, как и голова; слегка загнут на кончике, без зубцов у конца надклювья. В остальном клюв может значительно различаться у разных видов: например, у обыкновенного скворца он тонкий и острый, тогда как у вида Aplonis brunneicapilla мощный и затуплённый. У некоторых видов на голове имеется хохолок, как например, у розового скворца. Ноги сильные, адаптированные как для сидения на ветке деревьев, так и передвижения по земле. Оперение густое, в большинстве случаев тёмного цвета, часто с металлическим блеском. У многих видов на шее имеются удлинённые перья, которые особенно хорошо заметны у самцов.

### Распространение
Распространены преимущественно в странах Евразии и Африки (исключение — блестящий скворец (Aplonis metallica), природный ареал которого находится в Новой Гвинее и северо-востоке Австралии). Некоторые виды, в частности обыкновенный скворец (Sturnus vulgaris), были сознательно интродуцированны в Северную Америку, Австралию и Новую Зеландию, где распространились на обширной территории. Наибольшее видовое биоразнообразие скворцовых наблюдается в тропическом поясе Старого Света, особенно в Африке.
Места обитаний у разных видов варьируют. Значительное количество птиц обитает в лесистой местности: от лесов умеренного пояса до влажных тропических лесов, что связано с их потребностью использовать в качестве гнёзд дупла старых деревьев. Другие виды, особенно связанные с сезонной миграцией, обитают на открытых пространствах: степях, полупустынях либо африканских саваннах. Встречаются как ведущие оседлый или кочующий образ жизни птицы, так и перелётные.

### Социальное поведение
В социальном плане почти все скворцовые обычно держатся стаями и часто селятся небольшими колониями. У отдельных видов размер стаи может достигать гигантских размеров: например, многотысячные стаи обычного скворца в небе могут выглядеть как чёрное облако торнадо, синхронно передвигающееся в разных направлениях (этот феномен называется «мурмурация»). Среди исключений можно назвать виды Lamprotornis shelleyi и Aplonis grandis, которые ведут в основном уединённый образ жизни.
Некоторые виды ведут себя достаточно агрессивно по отношению к другим видам птиц, вытесняя их из традиционных мест обитания. Например, интродуцированный из Европы в Северную Америку обыкновенный скворец успешно конкурирует с некоторыми видами дятлов за право занять дупло, пригодное для строительство гнезда.

### Размножение
Большинство скворцовых гнездится во всевозможных природных нишах: дуплах деревьев, трещинах скал, углублениях под обрывами и т. п. Не пренебрегают и искусственными домиками — скворечниками. Многие лесные виды напрямую зависят от дятлов или бородастиков (Psilopogon), которые способствуют увеличению мест, пригодных для гнездовья. Часто неспособные построить своё собственное гнездо, скворцовые компенсируют это агрессивным характером по отношению к другим птицам. Тристрамов длиннохвостый скворец (Onychognathus tristramii) из Израиля и Иордании селится в расщелинах скал. Немногие виды сами строят себе гнёзда, как это делает обитающий в Африке трёхцветный спрео (Lamprotornis superbus), чьё гнездо представляет собой небрежное шаровидное образование в кустах акации. Природное либо построенное гнездо изнутри укладывается различной растительностью, перьями других птиц либо разнообразным бытовым мусором. В обустройстве гнезда участвуют как самец, так и самка.
Обычно кладка состоит из 4—7 яиц, монотонных либо с крапинками. Чаще всего яйца бледно голубого цвета, но иногда встречаются белые либо кремовые яйца.

## Систематика
В состав семейства включают 36 родов со 128 видами:
- Род Aplonis — Скворцы-аплонисы (25 видов)
- Род Mino — Скворцы-мино
  - Mino dumontii — Желтолицый мино
  - Mino kreffti
  - Mino anais — Златогрудый мино
- Род Basilornis — Сорочие скворцы
  - Basilornis celebensis — Сулавесийский сорочий скворец
  - Basilornis galeatus — Шлемоносный сорочий скворец
  - Basilornis corythaix — Молуккский сорочий скворец
- Род Goodfellowia
  - Goodfellowia miranda — Горный шлемоносный скворец
- Род Sarcops — Лысые скворцы
  - Sarcops calvus — Лысый скворец
- Род Streptocitta — Сорочьи майны
  - Streptocitta albicollis — Белошейная сорочья майна
  - Streptocitta albertinae — Сорочья майна Альбертины
- Род Enodes — Сулавесийские майны
  - Enodes erythrophris — Сулавесийская майна
- Род Scissirostrum — Дубоносовые скворцы
  - Scissirostrum dubium — Дубоносовый скворец
- Род Saroglossa — Пестроспинные скворцы
  - Saroglossa spiloptera — Пестроспинный скворец
- Род Ampeliceps — Золотохохлые майны
  - Ampeliceps coronatus — Золотохохлая майна
- Род Gracula — Священные майны
  - Gracula ptilogenys — Цейлонская священная майна
  - Gracula religiosa — Священная майна
  - Gracula venerata
  - Gracula indica
  - Gracula robusta
  - Gracula enganensis
- Род Acridotheres — Майны (11 видов)
- Род Spodiopsar
  - Spodiopsar sericeus — Красноклювый скворец
  - Spodiopsar cineraceus — Серый скворец
- Род Gracupica
  - Gracupica nigricollis — Черношейный скворец
  - Gracupica contra — Пегий скворец
  - Gracupica floweri
  - Gracupica jalla
- Род Agropsar
  - Agropsar sturninus — Малый скворец, или даурский скворец
  - Agropsar philippensis — Краснощёкий скворец
- Род Sturnia — Малые скворцы
  - Sturnia sinensis — Китайский скворец
  - Sturnia malabarica — Сероголовый скворец
  - Sturnia erythropygia
  - Sturnia blythii
  - Sturnia pagodarum — Браминский скворец
- Род Sturnornis
  - Sturnornis albofrontatus — Цейлонский скворец
- Род Leucopsar — Балийские скворцы
  - Leucopsar rothschildi — Балийский скворец, или балийская майна
- Род †Fregilupus
  - Fregilupus varius
- Род Necropsar
  - Necropsar rodericanus
- Род Pastor
  - Pastor roseus — Розовый скворец
- Род Sturnus — Скворцы
  - Sturnus vulgaris — Обыкновенный скворец
  - Sturnus unicolor — Чёрный скворец
- Род Creatophora — Рогатые скворцы
  - Creatophora cinerea — Рогатый скворец
- Род Notopholia
  - Notopholia corusca
- Род Hylopsar
  - Hylopsar purpureiceps
  - Hylopsar cupreocauda
- Род Lamprotornis — Блестящие скворцы (23 вида)
- Род Hartlaubius
  - Hartlaubius auratus — Мадагаскарский пестроспинный скворец
- Род Cinnyricinclus — Короткохвостые скворцы
  - Cinnyricinclus leucogaster — Аметистовый короткохвостый скворец
- Род Onychognathus — Длиннохвостые скворцы (11 видов)
- Род Poeoptera — Острохвостые скворцы
  - Poeoptera stuhlmanni — Штульманов острохвостый скворец
  - Poeoptera kenricki — Кенриков острохвостый скворец
  - Poeoptera lugubris — Лесной острохвостый скворец
- Род Pholia
  - Pholia sharpii — Ласточковый короткохвостый скворец
- Род Arizelopsar
  - Arizelopsar femoralis — Короткохвостый скворец
- Род Grafisia — Белозобые скворцы
  - Grafisia torquata — Белозобый скворец
- Род Speculipastor — Зеркальные скворцы
  - Speculipastor bicolor — Зеркальный скворец
- Род Neocichla — Белокрылые скворцы
  - Neocichla gutturalis — Белокрылый скворец
- Род Rhabdornis
  - Rhabdornis mystacalis
  - Rhabdornis inornatus
  - Rhabdornis rabori
  - Rhabdornis grandis